# Ivanić Desinićki
Ivanić Desinićki falu Horvátországban Krapina-Zagorje megyében. Közigazgatásilag Desinićhez tartozik.

## Fekvése
Krapinától 17 km-re, községközpontjától 2 km-re délnyugatra a Horvát Zagorje északnyugati részén fekszik.

## Története
A településnek 1857-ben 353, 1910-ben 514 lakosa volt. Trianonig Varasd vármegye Pregradai járásához tartozott. A településnek 2001-ben 594 lakosa volt.

## Külső hivatkozások
Desinić község hivatalos oldala